# Diamanda Galás
Diamanda Galás (San Diego, Califòrnia, 29 d'agost de 1955) és una destacada soprano, compositora i pianista i artista avantguardista.
El seu pare era professor de mitologia grega; tocava el baix i el trombó en una orquestra de jazz i va ser ell qui la va iniciar en la música (especialment en la música tradicional grega i àrab). Va estudiar més tard, encara que el seu pare hi tenia un especial rebuig, òpera. Va estudiar Arts Escèniques a la Universitat de Califòrnia. Posteriorment, es va interessar pel blues i el jazz. Busca sovint nous estils de cantar, amb gemecs i crits.